# 卡薩里島
卡薩里島是位於愛沙尼亞西部的一個島嶼，面積19.3平方公里，島上人口約有300人。島上有一座博物館。